# 茄
茄，官話、晉語、湘語多稱茄子，粵語多稱矮瓜，客語有叫吊菜，吳語、徽語有叫落苏，閩南語有叫紅菜，閩東語稱作紫菜或茄囝，潮州話叫力苏，新竹人特別稱之昭惟。茄子是茄科茄属的一年生草本植物，部分热带品系为多年生，其结出的果实可食用，颜色多为紫色或紫黑色，也有淡绿色或白色品种，形状上也有長條形、圆形、椭圆、梨形等各种。根据品种的不同，食用方法多样。

## 历史
茄子從植株有刺、果实小且苦澀的野生祖先黄水茄历经漫长的驯化和人工筛选历史，逐渐演变为现今蔬菜市场上果实大、无刺、无苦味、皮色以紫为主的样貌。
茄子的起源地为亚洲东南的印度、缅甸及邻近的热带地区，而驯化地存有争议。亲缘地理学研究显示，茄子的驯化历史上可能至少发生过两次驯化事件，一次位于现今的印度，继而向西（阿拉伯半岛等地）传播，另一次可能位于现今的中国南部或非洲，继而向东（东南亚、日本、台湾等地）传播。也有证据指向印度和中国两种驯化起源的茄子均在早期传入印尼和马来西亚，经历了第三次驯化事件，并由此催生出果实白色、较小、卵圆形的当地品系（Solanum melongena subsp. ovigerum）。
系统分类学上，茄子所属的茄亚属（subgenus Leptostemonum）以亲缘关系复杂而著称。由于茄子的地方品种和野生近缘种常分布在相同区域，并且栽培品种逃逸为野生后可能与野生种发生杂交，导致很难仅凭表型来鉴别野生型和栽培型。多项遗传学研究显示，一些表型上为野生型的茄子实际上是具有野生与栽培混合基因组的逸化栽培种。因此，在识别茄子驯化过程中受选择影响的遗传变异时，最好先以系统发育分析等方法来确认材料的来源实为野生还是人工栽培。

## 形态
一年生草本至半灌木，高60～100cm。主根長圓錐形，白黃色，須根多數。幼枝，葉、花梗及花萼均被星狀絨毛。莖直立，綠色或紫黑色，根部木質化，上部分枝。單葉互生，卵形至矩圓狀卵形，長8～18cm，寬5～11cm，頂端鈍，基部偏斜，葉緣常波狀淺裂，上面深綠色，下面綠色；葉脈黑紫色，上面略凸，下面凸出，網脈明顯；葉柄長2～5cm，棒圓形，深紫色。能孕花單生，花柄長約1～1.8cm，花後下垂，不孕花生於蠍尾狀花序上，與能孕花並出；花萼鐘狀，直徑約2.5cm，有小皮刺，裂片披針形；花冠輻狀，直徑2.5～3cm，裂片三角形，長約1cm；雄蕊5，著生於花冠筒喉部，花葯長7.5cm，子房圓形。漿果較大，長圓形或圓柱狀，紫色或白色，因品種而異，萼宿存，並隨果長大而膨大。

## 品种

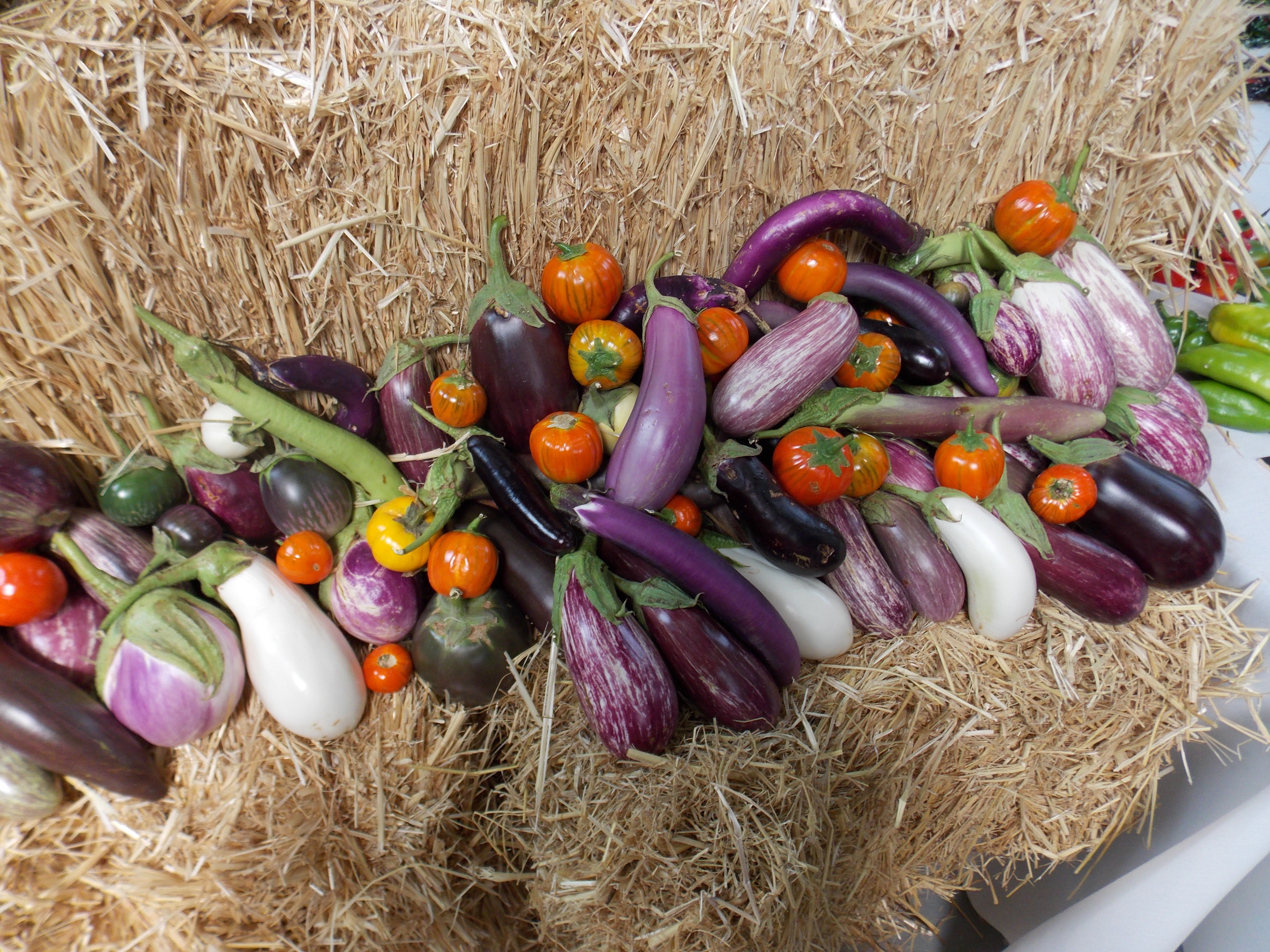
不同品種的茄的果實，不同的形式和顏色（紫色、綠色、紅色、白色和黃色），顯示其多樣性。

现在的栽培种主要为圆矮瓜和长矮瓜。世界各国多有栽培，但以亚洲产量最多。
较大规模的茄子种质资源收集及保存早期主要在亚洲和欧洲的部分国家展开。20世纪初，苏联和欧洲便都收集了600份茄子品种的种质资源，而日本也收集、整理了200余份茄子的种质材料。在中国，茄子的种质资源收集工作始于20世纪50年代，并陆续建立了国家及地方层面的茄子种质资源数据库。
2005年，欧洲七国的九家科研机构组织研究团队实施了“茄子遗传资源网络”项目计划，创建了全欧洲茄子种质资源的数据库。

## 利用价值
| 每100g茄子所含成分表 |               |
| 水分                 | 92.8% - 94.2% |
| 蛋白质               | 1.0g          |
| 脂肪                 | 0.1g          |
| 碳水化合物           | 3.5g          |
| 粗纤维               | 1.9g          |
| 钙                   | 55毫克        |
| 磷                   | 2毫克         |
| 铁                   | 0.4毫克       |
| 胡萝卜素             | 180微克       |
| 维生素A              | 30微克        |
| 维生素B1             | 0.03毫克      |
| 维生素B2             | 0.03毫克      |
| 维生素C              | 7毫克         |
| 烟酸                 | 0.4毫克       |
| 其它                 | 微量          |

它富含维生素、矿物质和碳水化合物。茄子含胡萝卜素、维生素B1、维生素B2、维生素C、黃酮類化合物、蛋白质。此外，还含磷、钙、钾等微量元素和胆碱、胡芦巴碱、水苏碱、龙葵碱等多种生物碱。尤其是紫色茄子中维生素含量更高。

### 食用
食用方法多样，炒、烧、煎、蒸、拌、炝皆可。茄子富含黃酮類化合物，表皮和茄肉相連的地方，含量更豐富；茄皮含有多種有益人體健康的化合物，烹調時，不建議去皮。亞洲、歐洲及非洲，都有不同的茄子菜式，中國传统菜肴有茄盒、蒜泥拌茄子、酱爆茄子、肉片烧茄子、油焖糖醋茄子、鱼香茄子、椒盐茄饼、油焖茄子等，地方菜式有北京的炒茄丝、山西的酱包茄子、湖南的怪味茄子、广东的茄子煲及煎釀茄子等，在地中海地區如西班牙、意大利、希臘、摩洛哥等，則流行橄欖油烤茄子。

## 主要蟲害
一般於農業方面，茄子是比較好種植的，然而其害蟲也不少，如：
- 蚜蟲
- 十星瓢蟲、十六星瓢蟲、廿六星瓢蟲等非食蟲之瓢蟲
- 金花蟲(主要是宅泥蟲、黃守瓜)
- 介殼蟲
- 葉螨

- 果实
- 茄子的花蕾
- 茄子花
- 未熟的小茄子
- 茄子葉
- 幼株
- 日本茄子
- 日本茄子花
- 長條形茄子與植株
- 茄子果实
- 三種類型的茄子
- 紫色茄子
- 泰国茄子花
- 泰国茄子花，葉上普遍有白斑
- 长条茄子
- 烤茄子

## 另見
- 番茄

## 延伸阅读
[在维基数据编辑]
 《欽定古今圖書集成·博物彙編·草木典·茄部》，出自陈梦雷《古今圖書集成》
 《植物名實圖考·茄》，出自吳其濬《植物名實圖考》

## 外部連結
- 茄 Qie （页面存档备份，存于） 藥用植物圖像資料庫 (香港浸會大學中醫藥學院) （繁體中文）（英文）
- 茄子 （页面存档备份，存于） 圖／文：小魚（小魚雜貨） （繁體中文）
- 茄褐變之原因及防止方法 （页面存档备份，存于） （繁體中文）